# Careyn
Careyn is een zorgorganisatie voor onder meer kraamzorg, jeugdgezondheidszorg, diensten op het gebied van verzorging en verpleging en thuiszorg. De organisatie levert zorg in een groot deel van Zuid-Holland, in de stad en provincie Utrecht en in de regio Breda.

## Geschiedenis Careyn
De organisatie is begin 2007 tot stand gekomen uit een fusie tussen Maatzorg/De Werven, Thuiszorg Nieuwe Waterweg-Noord, Zorg en Welzijn Groep, Thuiszorg Breda en Careyn Kraamzorg.
Sinds 1 juli 2010 zijn Careyn, Zuwe Zorg en Aveant, na fusie juridisch met elkaar verbonden.
In 2015 werden de diensten op het gebied van huishoudelijke hulp afgestoten. Later gebeurde dat ook met het maatschappelijk werk.
Sindsdien levert Careyn de volgende diensten:
- thuiszorg;
- verpleeghuis- en verzorgingshuiszorg;
- jeugdgezondheidszorg;
- dieetadvisering;
- welzijn en gemaksdiensten.